# ホテル ザ・マンハッタン
ホテル ザ・マンハッタン（HOTEL THE Manhattan）は、千葉県千葉市美浜区の幕張新都心にある高級ホテルである。運営は株式会社ザ・マンハッタン。政府登録国際観光旅館、幕張メッセオフィシャルホテルの一つ。ゴールド・ナゲット大賞、第5回千葉市優秀建築賞を受賞。

## 概要
千葉ニューパークホテル（1970年（昭和45年）開業・1991年（平成3年）8月閉館）の後継施設として、当時の事業主であるネスコ株式会社が全日空ホテルズと提携し、1991年11月8日に新規開業した。高級志向の豪華ホテルとして開設され、世界の最高級ホテルで構成される団体に加盟するなど国際的な一流ホテルを目指した。
「KAJIMA DESIGN」が設計した建物は、計画時点では千葉県内一の超高層ホテルで高さ108メートルあり、アメリカ「ゴールド・ナゲット賞」や第5回（1992年）千葉市優秀建築賞を受賞した。しかし、バブル崩壊による不況で高級路線が裏目出たことに加えて、幕張地区でのホテル競争の激化が重なったことから、主取引銀行の千葉銀行などがテコ入れを図り、運営母体のネスコも社有地を売却して資金調達を図るなど経営再建に取り組むことになった。現在は株式会社ザ・マンハッタンの単独運営である。
館内のインテリアはアール・デコ様式で統一されていて、空調はアロマテラピー効果を兼ねている。レストラン&バー、宴会場、会議室、結婚式場、美容院、エステサロン、駐車場（160台収容、宿泊客は無料）などを完備している。チャペルは開業時にあったフィットネス施設をリノベーションしたものである。天窓を活かしたチャペルの人気は高く、ヨーロッパから輸入したステンドグラスには家族の絆が描かれており人気がある。
1階にはレストラン&ラウンジ「ザ・テラス」（ブッフェ）、日本料理「おりじん」、2階にはマンハッタンダイニング「ベラ・ルーサ」（フレンチ）、21階にはバー&ラウンジ「スプレンディド」のレストランがある。1階にあるベーカリー&ラウンジ「サント・ノーレ」ではホテルのパティシエが作ったケーキが販売され人気がある。宴会場は2階に舞踏会の会場イメージの「プリマベーラ」、書庫をイメージした「ライブラリー」、月の名前をとった「ルーナ」があり、その他7階にはプライベートファンクションルーム（個室）の用意があり、接待や会合、家族での会食などで利用可能。ファッション雑誌やCM、テレビドラマ、映画のロケ撮影でも使用される。

## 客室
- チェックイン：15:00 / チェックアウト：12:00
- 客室数：130室
- 客室フロア： 8 - 20階
- 客室タイプ：スタンダード（ダブル）、マンハッタンスタンダード（ダブル・ツイン）、ラグジュアリー（ダブル・ツイン）、プラザスイート、ロイヤルスイート
- 全客室のバスルームに窓を設置し､外の景色が見えるようになっている。
- 客室内のWi-Fiは無料で利用可能

## 設備
- ザ・テラス - レストラン&ラウンジ　https://www.the-manhattan.co.jp/restaurant/terrace/
- おりじん - https://www.the-manhattan.co.jp/restaurant/origine/
- ベラ・ルーサ - マンハッタン・ダイニング https://www.the-manhattan.co.jp/restaurant/bellarusa/
- スプレンディド - バー&ラウンジ https://www.the-manhattan.co.jp/restaurant/splendid/

## アクセス
- 鉄道
  - JR東日本 海浜幕張駅南口 徒歩約4分
- 車
  - 東関東道 湾岸千葉インターチェンジ 約3分
  - 東関東道 湾岸習志野インターチェンジ 約5分
  - 京葉道路 幕張インターチェンジ 約10分
- バス
  - リムジンバスで成田国際空港約30分、東京国際空港約45分